# Aliaksandr Kuschynski

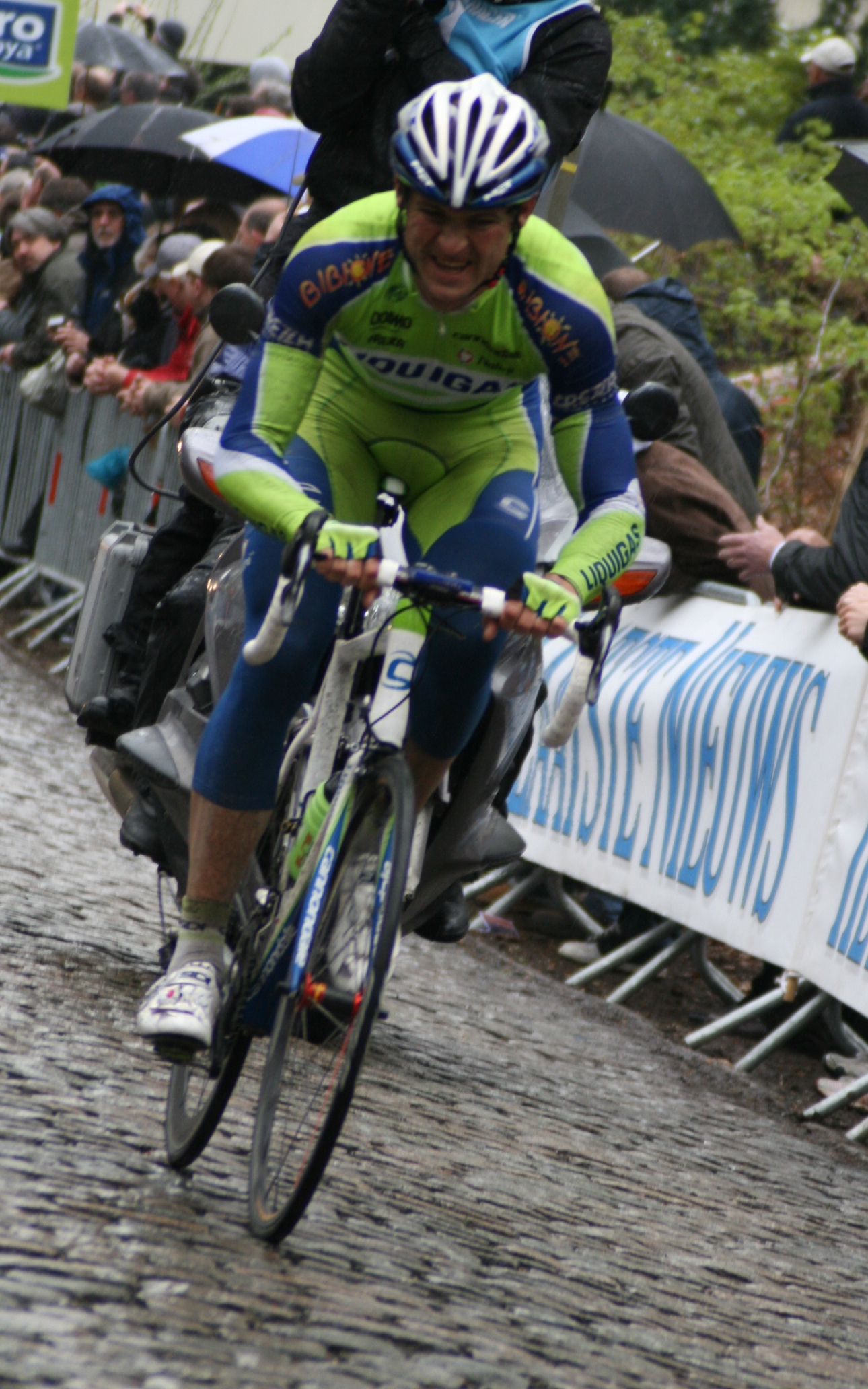
Kuschynski lors de Gand-Wevelgem 2009

Aliaksandr Kuschynski  est un coureur cycliste biélorusse né le 27 octobre 1979 à Orcha. Il est actuellement directeur sportif de l'équipe Minsk CC.

## Palmarès
- 1997
  - Coupe du Président de la Ville de Grudziadz
- 2000
  - 2e du championnat de Biélorussie sur route
  - 3e du Trofeo Alta Valle del Tevere
- 2001
  - Gran Premio Cementeria Fratelli Bagnoli
  - 3e du championnat de Biélorussie du contre-la-montre
- 2002
  - Piccola Sanremo
  - Coppa Belricetto
  - Tour des Abruzzes
  - Gran Premio Città di Monsummano
  - Milan-Rapallo
  - 2e du Circuit de Cesa
  - 3e du championnat de Biélorussie contre-la-montre
- 2003
  - Grand Prix San Giuseppe
  - Coppa Cicogna
  - 2e de la Coppa AC Capannolese
- 2004
  - Tour des Abruzzes
  - 1re étape du Tour de Slovénie
  - Châteauroux Classic de l'Indre
  - 2e du Tour de Slovénie
- 2005
  -  Champion de Biélorussie sur route
  - Boucles de la Mayenne
- 2006
  - Mémorial Oleg Dyachenko
  - 2e du championnat de Biélorussie sur route
  - 2e du championnat de Biélorussie du contre-la-montre
  - 2e de la Semaine lombarde
  - 3e du Grand Prix de Lugano
  - 3e des Cinq anneaux de Moscou
- 2007
  - Cinq anneaux de Moscou :
    - Classement général
    - 1rea, 2e et 4e étapes

  - 2e du championnat de Biélorussie sur route
- 2008
  - 2e du championnat de Biélorussie sur route
  - 3e du championnat de Biélorussie du contre-la-montre
- 2009
  - 2e de Gand-Wevelgem
  - 2e du championnat de Biélorussie sur route
- 2010
  -  Champion de Biélorussie sur route
- 2011
  -  Champion de Biélorussie sur route
- 2012
  - 2e du championnat de Biélorussie sur route
- 2015
  - 1re étape du Tour de Szeklerland
  - 3e du championnat de Biélorussie sur route
  - 3e de l'Horizon Park Classic

## Résultats sur les grands tours

### Tour de France
6 participations
- 2007 : 89e
- 2008 : 128e
- 2009 : 92e
- 2010 : 86e
- 2012 : 145e
- 2013 : 141e

### Tour d'Italie
2 participations
- 2011 : 90e
- 2012 : 118e

### Tour d'Espagne
1 participation
- 2011 : 143e

## Classements mondiaux
| Année                  | 2005 | 2006 | 2007 | 2008 | 2009 |
| ---------------------- | ---- | ---- | ---- | ---- | ---- |
| Classement ProTour     |      |      | 150e |      |      |
| Calendrier mondial UCI |      |      |      |      | 74e  |
| UCI Europe Tour        | 102e | 42e  |      |      |      |